# Polygala rivinifolia
Polygala rivinifolia là một loài thực vật có hoa trong họ Polygalaceae. Loài này được Kunth miêu tả khoa học đầu tiên năm 1821.